# Patrick Magee
Patrick Magee (Armagh, 31 maart 1922 – Londen, 14 augustus 1982) was een Noord-Iers acteur, die samengewerkt heeft met Samuel Beckett en Harold Pinter.
Magee speelde ook in films van Stanley Kubrick, zoals A Clockwork Orange en Barry Lyndon.

## Filmografie (selectie)
- 1960 - The Criminal
- 1961 - Never Back Losers
- 1962 - Dementia 13
- 1963 - The Young Racers
- 1963 - The Servant
- 1964 - Zulu
- 1964 - Séance on a Wet Afternoon
- 1964 - The Masque of the Red Death
- 1965 - Die, Monster, Die!
- 1968 - Anzio (Lo sbarco di Anzio)
- 1968 - The Birthday Party
- 1970 - Cromwell
- 1970 - You Can't Win 'Em All
- 1971 - The Trojan Women
- 1971 - A Clockwork Orange
- 1972 - Asylum
- 1972 - Young Winston
- 1972 - Demons of the Mind
- 1973 - And Now the Screaming Starts!
- 1975 - Galileo
- 1975 - Barry Lyndon
- 1977 - Telefon
- 1977 - Who Pays The Ferryman, episode 6
- 1979 - Les Sœurs Brontë
- 1980 - Rough Cut
- 1981 - Chariots of Fire

- Biblioteca Nacional de España: XX1386840
- Bibliothèque nationale de France: cb13896938f (data)
- Gemeinsame Normdatei: 1012748316
- International Standard Name Identifier: 0000 0001 2021 5576
- Library of Congress Control Number: n86024971
- MusicBrainz: 0a30fff3-4d54-46d8-bed2-6c6e6912aecf
- Nationale Bibliotheek van Tsjechië: pna2006334397
- Nationale Bibliotheek van Israël: 987007576238105171
- Nederlandse Thesaurus van Auteursnamen: 071352538
- SNAC: w6jt0mcf
- Système universitaire de documentation: 052197387
- Virtual International Authority File: 16242394
- WorldCat: E39PBJgxkrMb389dGvWrCBdvpP